# Murga en Uruguay
La murga es por un lado, un género coral, teatral y musical, y por otro, la denominación que se le da a los conjuntos que lo practican. En Uruguay suele ser interpretada en Carnaval por un coro de entre 11 y 14 personas con el acompañamiento musical  de bombo, platillos y redoblante. Fue declarada parte del patrimonio cultural uruguayo desde 2010.

## Historia

Agrupación femenina de murga Rumbo al infierno. Al frente: su directora, Pochola Silva. Desfile inaugural de Carnaval en Avenida 18 de julio, año 1962.

La palabra murga tiene su origen en España. El origen del género, de acuerdo a la definición del reglamento del Concurso Oficial de Agrupaciones Carnavalescas, se da en el año 1910, cuando llega al Uruguay un grupo de zarzuela. Algunos de sus componentes formaron una suerte de chirigota; la murga "La Gaditana" para salir a la calle a cantar y "pasar la manga" (expresión rioplatense que significa pedir dinero), ya que no habían podido convocar suficiente público en sus funciones. 
Al año siguiente una agrupación del carnaval se autodenominó "Murga La Gaditana que se va", cuyo director era Antonio Garin, para parodiar lo acontecido con los artistas españoles. A partir de ese momento la palabra "murga" se empieza a usar para denominar a esos conjuntos que ya existían desde el siglo XIX (y que hasta ese momento eran llamados "mascaradas"). Esta fue evolucionando en lo que se refiere a música y letras. Se le añaden elementos del candombe (folklore afrouruguayo) y posteriormente se enriquecerá con un sinfín de ritmos, básicamente afroamericanos, que adaptados a la batería de murga (bombo, redoblante y platillos de entrechoque), introducida en 1915, adquieren nueva sonoridad. En cuanto a su aspecto teatral, la murga es influenciada por el Carnaval de Venecia y la Comedia del arte, adoptando para sí los personajes de Momo, Pierrot y Colombina como símbolos distintivos (y del carnaval uruguayo en general, tales personajes fueron comunes en los carnavales porteños, rosarinos, cordobeses, etc. hasta la primera mitad de siglo XX).
En un principio, los tablados eran construcciones más o menos improvisadas en los distintos barrios, pero con los años, tanto las murgas como los tablados se fueron profesionalizando y comercializando. 
La murga ha influido también en otros ámbitos artísticos ajenos al carnaval. Varios músicos del canto popular, introducen coros de murga al estilo uruguayo en sus canciones, entre ellos los solistas uruguayos Jaime Roos y Canario Luna, pero además, las bandas de rock uruguayas La Vela Puerca y No Te Va Gustar. Entre las bandas de rock, quien innovó en esta fusión fue La Tabaré Riverock Banda, quienes en su disco "Rocanrol del Arrabal" de 1987, cantaban junto a la Antimurga BCG, el tema "Oh! hubo una vez un pobre Sr. que no sabía vivir".
En 2024, once fueron las murgas uruguayas que participaron de la liguilla del concurso de carnaval: Asaltantes con Patente, Curtidores de hongos, Doña Bastarda, Gente grande, La Cayetana, La Gran Muñeca, La Nueva Milonga, La Trasnochada, Los Diablos Verdes, Nos Obligan a Salir y Queso magro.

## Conformación

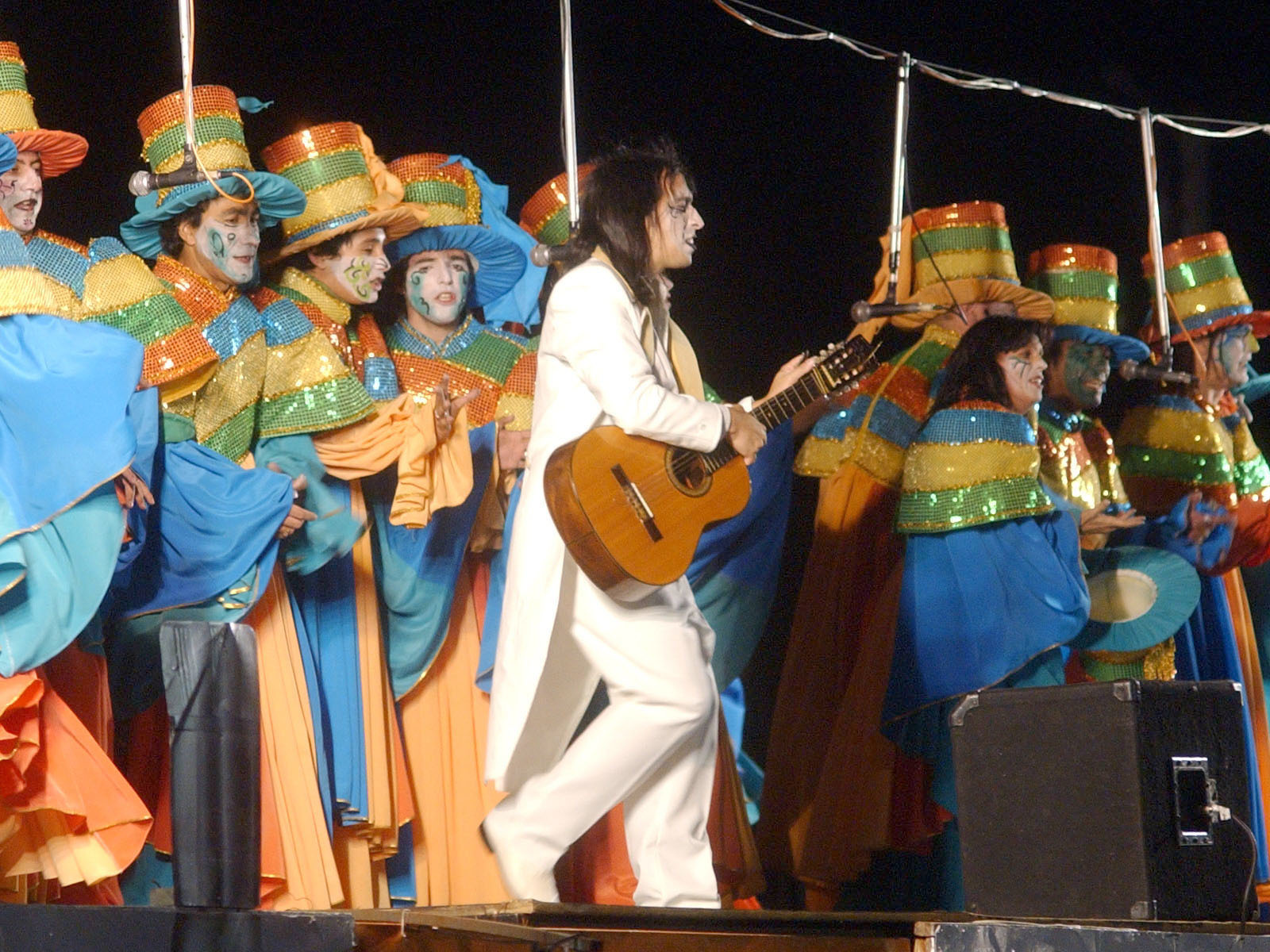
Murga uruguaya Araca la Cana actuando en ocasión de la asunción del Presidente Tabaré Vázquez, marzo de 2005.

En Uruguay, las murgas son interpretadas por un coro de unas 11 a 17 personas, que entona canciones y realizan cuadros musicales. Con personajes y línea argumental. La temática principal ronda alrededor de los acontecimientos salientes del año, con crítica política y social. El coro es acompañado por una "batería de murga", integrada por bombo, platillos y redoblante, que toca el ritmo conocido como "marcha camión" (la cual está a estudio de la Comisión del Patrimonio de Uruguay para ser declarada "bien protegido" del patrimonio cultural inmaterial de la nación).
Las murgas son uno de los principales atractivos del carnaval uruguayo. Este es el carnaval más largo del mundo y convoca durante 40 días a decenas de miles de personas, llegando a vender más entradas que el fútbol en todo el año. Esto sin contar "la previa", es decir, el período desde el mes de noviembre del año anterior, en que comienzan las pruebas de admisión, que se trasmiten por radio y a las que concurre numeroso público.
También se fomenta como atracción turística hacia países extranjeros. A diferencia de los carnavales en el resto del mundo, caracterizados por sus desfiles callejeros, en Uruguay el carnaval está concebido principalmente como un gran festival de teatro al aire libre, en el que las murgas cumplen un rol central. En los mismos escenarios actúan también otras categorías de agrupaciones. Cabe acotar, sin embargo, que existen diversos desfiles barriales y dos centrales: el desfile inaugural y el de llamadas, este último compuesto por decenas de comparsas de candombe.

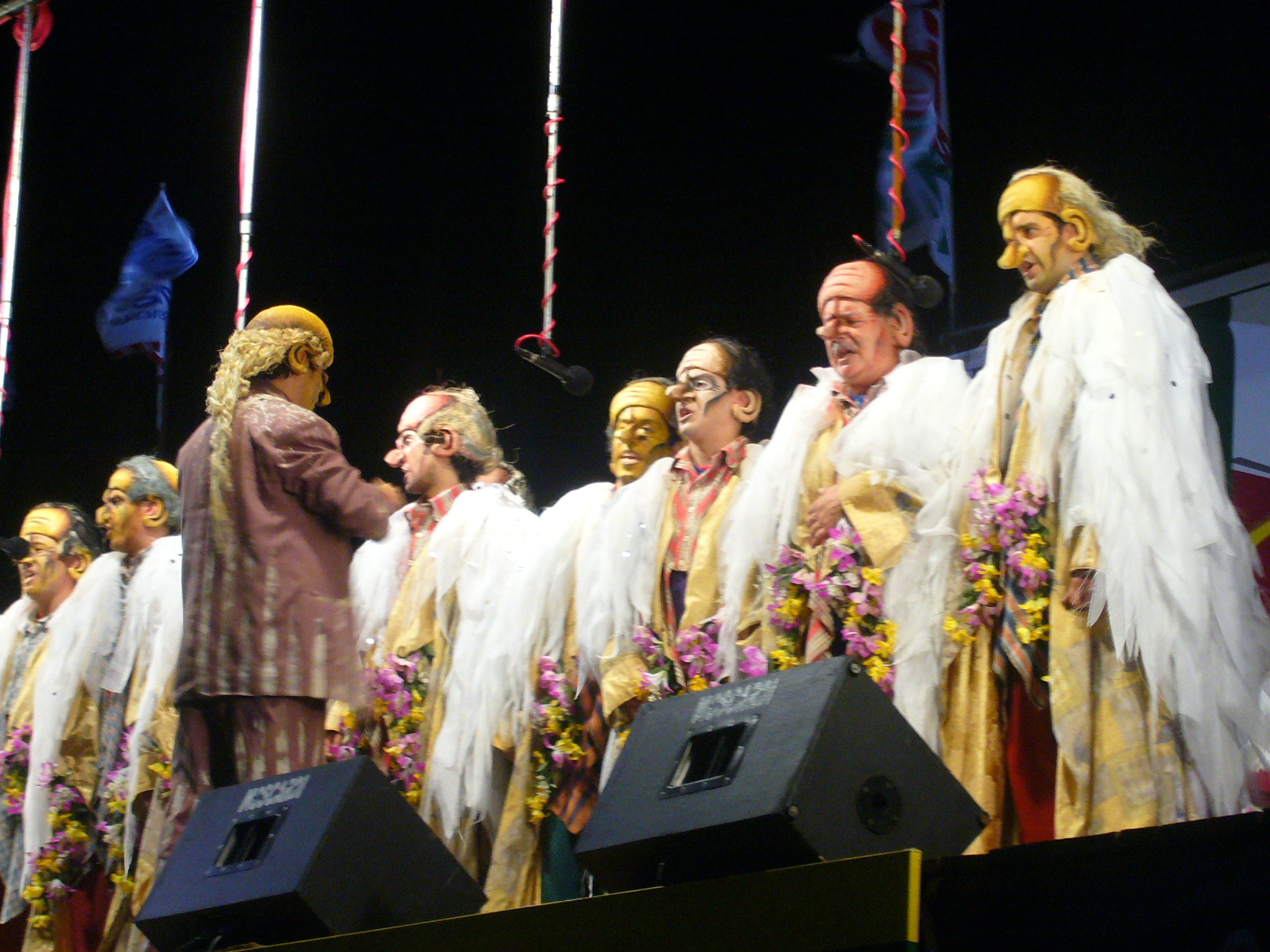
Grupo de murga uruguaya Agarrate Catalina actuando en el Carnaval de 2008.

Vale la pena aclarar que este Carnaval se desarrolla íntegramente en la ciudad de Montevideo (aunque hay algunos pocos conjuntos que vienen del interior). Igualmente en el interior hay otro tipo de Carnavales, en ciertos casos como el de Montevideo pero en otros es muy distinto. Por ejemplo el Carnaval de Artigas, que atrae miles de turistas cada año a la ciudad, es un carnaval de samba, que dura tres noches y que está inspirado en el de Río de Janeiro. Hay también carnavales de samba en Rivera, Melo y Bella Unión entre otras localidades, pero el artiguense es el más importante. Poco tiene que ver con esto el Carnaval de Montevideo (en el que no concursan escuelas de samba y que es de mayor importancia) Igualmente si a nivel coloquial se habla de Carnaval Uruguayo esta sobreentendido que es una referencia al montevideano.
Anualmente la Intendencia de Montevideo y la Asociación de Directores de Espectáculos Carnavalescos Populares del Uruguay (Daecpu) organizan las festividades del Carnaval uruguayo. Dentro de las actividades que se desarrollan se encuentra el Concurso Oficial de Agrupaciones de Carnaval. El mismo se lleva a cabo en el Teatro de Verano Ramón Collazo ubicado en el barrio Parque Rodó de Montevideo. En dicho certamen participan conjuntos que representan cinco diferentes estilos: Sociedades de negros y lubolos (Comparsas), Revistas, Parodistas, Humoristas y Murgas.
Un jurado de unos diez miembros otorga los puntajes dentro de cada categoría. Se evalúa la letra, la musicalidad, los disfraces, el maquillaje y la puesta en escena, en cada una de las categorías mencionadas. El premio a la mejor murga de la temporada es el galardón más importante de la competencia, el más codiciado, siendo la revelación de su ganador la más esperada por el público. El público concurre a dicho evento o a los distintos "tablados" (escenarios), distribuidos en todos los barrios de la capital y del país, para disfrutar y aplaudir las actuaciones que ha preparado cada murga durante todo el año.
Llevar adelante una murga puede ser una empresa muy costosa, pero en caso de éxito también puede ser muy redituable. Las murgas que ganan el concurso anual, además de conseguir prestigiosos patrocinadores suelen obtener contratos para grabar discos y hacer actuaciones en el exterior, sobre todo en países con gran cantidad de inmigrantes uruguayos como Argentina, España, Estados Unidos y Australia. También existen escuelas de murga uruguaya, tanto en Uruguay como en Argentina.
Desde hace unos años se lleva a cabo también el carnaval de las promesas, donde compiten exclusivamente agrupaciones de jóvenes. 
El evento Murga joven organizado por la Intendencia de Montevideo, ha sido en los últimos años un renovador de la murga.

## Galardonados
Lista de murgas ganadoras del Concurso Oficial desde 1910, siendo la murga con mayor cantidad de triunfos en el Concurso Oficial Patos Cabreros con 16, seguida de Curtidores de hongos y Asaltantes con Patente con 15, Saltimbanquis con 13 y Los Diablos Verdes con 8 primeros premios.
Listado completo de las murgas ganadoras en la historia del Concurso Oficial:
| - 1910, La gaditana que se va - 1911, Los seis ambulantes - 1912, La internacional - 1913, declarado desierto - 1917, declarado desierto - 1919, Don Bochinche y Cía - 1920, Excéntricos musicales - 1921, Don Bochinche y Cía - 1922, Curtidores de Hongos - 1923, Curtidores de Hongos - 1924, Curtidores de Hongos - 1925, Curtidores de Hongos - 1926, Los Saltimbanquis - 1927, Curtidores de Hongos - Patos Cabreros - 1928, Patos Cabreros - 1929, Patos Cabreros - 1930, Patos Cabreros - 1931, La Gran Muñeca - 1932, Los Saltimbanquis - 1933, Patos Cabreros - 1934, Curtidores de hongos - Patos Cabreros - 1935, Curtidores de hongos - Patos Cabreros - Asaltantes con Patente - 1936, Los Saltimbanquis - 1937, Patos Cabreros - Asaltantes con Patente - 1938, Dos en Uno (Integrada por Patos Cabreros y Asaltantes con Patente) - 1939, La Milonga Nacional - 1940, Asaltantes con Patente - 1941, Curtidores de hongos - 1942, Nos Obligan a Salir - Los Diablos Verdes - 1943, Asaltantes con Patente - 1944, Patos Cabreros - Los Saltimbanquis - 1945, Asaltantes con Patente - 1946, Patos Cabreros - 1947, Asaltantes con Patente - 1948, Araca la Cana - 1949, Amantes al Engrudo | - 1950, Curtidores de hongos - 1951, Curtidores de hongos - 1952, La Milonga Nacional - 1953, Patos Cabreros - 1954, Patos Cabreros - 1955, Los Nuevos Saltimbanquis - 1956, Patos Cabreros - 1957, Curtidores de hongos - 1958, Asaltantes con Patente - 1959, Los Diablos Verdes - 1960, Curtidores de hongos - 1961, Los Diablos Verdes - 1962, Asaltantes con Patente - Las Cuarenta - 1963, Don Timoteo - 1964, Asaltantes con Patente - 1965, Los Diablos Verdes - 1966, Don Timoteo - 1967, Los Nuevos Saltimbanquis - 1968, La Milonga Nacional - 1969, Araca la Cana - 1970, La Soberana - 1971, Patos Cabreros - 1972, La Milonga Nacional - 1973, Asaltantes con Patente - 1974, Don Timoteo - 1975, Los Saltimbanquis - 1976, Curtidores de hongos - 1977, Los Nuevos Saltimbanquis - 1978, La Gran Clásica - 1979, La Gran Clásica - 1980, La Milonga Nacional - 1981, Los Saltimbanquis - Los Diablos Verdes - Los Nuevos Saltimbanquis - 1982, La Milonga Nacional - 1983, Los Saltimbanquis - 1984, Los Saltimbanquis - 1985, Los Saltimbanquis - La Nueva Milonga - Los Arlequines - 1986, Don Timoteo - 1987, La Bohemia - 1988,- Falta y Resto - 1989, Los Saltimbanquis - Falta y Resto | - 1990, Los Saltimbanquis - 1991, Contrafarsa - 1992, La Gran Muñeca - 1993, Los Arlequines - 1994, Los Arlequines - La Reina de la Teja - 1995, Los Arlequines - Los Saltimbanquis - 1996, La Gran Muñeca - 1997, Araca la Cana - 1998, Contrafarsa - 1999, Los Diablos Verdes - 2000, Contrafarsa - 2001, Los Diablos Verdes - 2002, Contrafarsa - 2003, Los Diablos Verdes - 2004, Curtidores de hongos - 2005, Agarrate Catalina - 2006, Agarrate Catalina - 2007, Asaltantes con Patente - 2008, Agarrate Catalina - 2009, A Contramano - 2010, A Contramano - 2011, Agarrate Catalina - 2012, La Trasnochada - 2013, Asaltantes con Patente - 2014, Don Timoteo - 2015, Patos Cabreros - 2016, La Gran Muñeca - 2017, Don Timoteo - 2018, Los Saltimbanquis - 2019, La Trasnochada - 2020, Agarrate Catalina - 2021, cancelado por pandemia - 2022, Asaltantes con Patente - 2023, Asaltantes con Patente - 2024, Nos Obligan a Salir - 2025, Doña Bastarda |